# لرزش (فیلم ۱۹۵۰)
لرزش (به انگلیسی: Shakedown) یک فیلم نوآر و جنایی آمریکایی محصول سال ۱۹۵۰ به کارگردانی جوزف پونی با بازی هاوارد داف، برایان دانلوی، لارنس تیرنی، بروس بنت و آن ورنون است.

## داستان
داستان جک ارلی، عکاس رسانه‌های خبری بی‌وجدان و فرصت‌طلبی که سانفرانسیسکو از مردم برای پیشرفت استفاده می‌کند، اما در نهایت با افراد اشتباه درگیر می‌شود.